# 王叔桓公
王叔桓公（?—?），中国春秋时期东周的卿士、王叔国君主。
周襄王二十八年、鲁文公三年（前624年）冬，晋以江故告于周。王叔桓公、晋国阳处父讨伐楚国以救江国，攻打方城山阙，遇息公子朱而还。周定王五年、鲁宣公七年（前602年），郑国公子宋相郑穆公和晋国会盟于黑壤，王叔桓公监临，谋划讨伐与晋国不睦的诸侯。一说王叔桓公即是王孙苏。